# Zlatko Šimenc
Zlatko Šimenc (Zagreb, 29. studenoga 1938.) hrvatski vaterpolist, osvajač srebrne medalje na Olimpijskim igrama u Tokiju 1964. godine. 

## Životopis
Rođen je u slovenskoj obitelji oca Ernesta iz Lukovice i majke Marije, rođ. Rojs, iz Ptujske Gore. Njegovi su roditelji iz Slovenije u Zagreb došli kao mladi bračni par, zbog posla. Otac je radio u tvornici Penkala, a poslije je imao svoj kiosk za prodaju voća i povrća. Zlatko je bio u obitelji najmlađe dijete, uz braću Ernesta i Vladu i sestru Nedu koja živi u Mariboru. 
Maturirao je na IX. muškoj gimnaziji u Zagrebu. Počeo je 1958. studirati na Pravnom fakultetu, ali je nakon položene prve godine prešao na novoosnovanu Visoku školu za fizičku kulturu u Zagrebu, gdje je diplomirao 1966. Poslije je magistrirao i doktorirao društvene znanosti s područja kineziologije. Od 1966. na katedri Sportskih igara bio je asistent, a potom i redoviti profesor za predmete rukomet i vaterpolo na Kineziološkom fakultetu u Zagrebu, gdje je radio do umirovljenja. Objavio je 60 znanstvenih radova i knjigu Taktika u rukometu. 

## Športska karijera
Športsku karijeru započeo je kao 11-godišnji dječak, godine 1950. u Akademskom plivačkom klubu Mladost iz Zagreba. Prvih pet godina bavio se samo plivanjem i prošao sve uzraste od kadeta do seniora. Vaterpolo je počeo igrati 1955. na utakmici u Splitu, kao zamjena za ozlijeđenog igrača Mladosti. Uz vaterpolo, koji se tada igrao samo ljeti, tijekom zime je na nagovor profesora Krešimira Pavlina trenirao rukomet. Godine 1957. počeo je igrati u Rukometnom klubu Vihor, a nakon završetka gimnazije postao je član Akademskog rukometnog kluba Mladost za koji je nastupao od 1958 do 1965. godine. Paralelno igrajući vaterpolo i rukomet postao je reprezentativac Jugoslavije u oba športa. Za vaterpolsku reprezentaciju nastupio je 101 put od 1957. do 1967., a za rukometnu reprezentaciju 24 puta od 1957. do 1961. i postigao je 52 zgoditka. U vaterpolu je najviše igrao kao obrambeni igrač, a u rukometu kao napadač.
Više uspjeha imao je u vaterpolu, jer je Jugoslavija tada imala jednu od najboljih svjetskih reprezentacija. Nastupio je na Olimpijskim igrama 1960. u Rimu (4. mjesto) i 1964. u Tokiju (srebrna medalja) Na Europskom prvenstvu sudjelovao je: 1958. u Budimpešti (srebrna medalja), 1962. u Leipzigu (srebrna medalja) i 1966. u Utrechtu (brončana medalja). Uspješan je bio i na Mediteranskim igrama: 1959. u Bejrutu (zlatna medalja) i 1963. u Napulju (srebrna medalja) te na Univerzijadi 1959. u Torinu (zlatna medalja). Za rezultate postignute u vaterpolu stekao je naziv zaslužnog športaša Jugoslavije. 
Velike uspjehe ostvario je i kao član vaterpolske momčadi Mladosti za koju je igrao 20 godina, od 1955. do 1975. Bio je dio najuspješnije generacije u povijesti tog kluba, koja je svoj prvi naslov prvaka Jugoslavije osvojila 1962. pod vodstvom trenera Jurja Amšela, a iste je godine nastupila u finalu tada još neslužbenog Kupa europskih prvaka u Strasbourgu. Šimenc je sudjelovao u osvajanju zimskih prvenstava Jugoslavije 1960., 1961., 1962. i 1964. 
Vrhunac uspješnosti njegove generacije potrajao je od 1967. do 1971. i Mladost je pod vodstvom Aleksandra Seiferta - Coše osvojila prvenstva Jugoslavije 1967., 1969. i 1971. te kupove europskih prvaka 1967., 1968., 1969. i 1971. a na drugom su mjestu bili samo 1970. godine. Iako nije bio izraziti napadač, Šimenc je u Kupu europskih prvaka u pet sezona postigao 26 zgoditaka i bio šesti strijelac Mladosti, iza Miroslava Poljaka (s 93 gola), Ozrena Bonačića (59), Ronalda Lopatnya (49), Ive Trumbića (28) i Ante Matošića (28 golova). Nabrojani vaterpolisti bili su, uz Marijana Žužeja i vratare Karla Stipanića i Zdravka Hebela te odličnoga plivača Milana Jegera, okosnica zlatne generacije vaterpolista Mladosti. 
Nakon odlaska trofejnog trenera Seiferta, preuzeo je Šimenc 1971. treniranje Mladosti, a nastavio je i igrati. Mladost više nije bila dominantna, zbog smjene generacije i prevlasti beogradskoga Partizana u kojem su većinom igrali hrvatski vaterpolisti, ali Šimenc je i s oslabljenom momčadi uspio osvojiti Kup pobjednika kupova 1975. u Šibeniku. Osvojili su i prvo izdanje europskog Superkupa 1975. u Ljubljani, nakon pobjede nad tada aktualnim europskim prvakom Partizanom. Kao rukometaš Akademskog rukometnog kluba Mladost nastupio je u finalu Kupa Jugoslavije 1959. i nekoliko je sezona igrao u I. saveznoj ligi, a 1961. je osvojio Prvenstvo Hrvatske. Igrao je u generaciji koju je predvodio legendarni igrač i trener Rudi Carek, športski uzor Ante Kostelića - Gipsa. U toj su generaciji bili i Vladimir Stenzel, poslije veliki rukometni stručnjak, te reprezentativci Lujo Györy, Lovro Manestar, Krunoslav Dogan i drugi. Za tadašnju su državu rukometaši Mladosti nastupili na Svjetskom prvenstvu 1958. u DR Njemačkoj (8. mjesto) i 1961. u SR Njemačkoj (9. – 12. mjesto).
Nakon završetka aktivne športske karijere Zlatko Šimenc - Ćos ostao je vezan uz šport prvenstveno kao profesor na fakultetu gdje je odgojio nove generacije športaša i kineziologa, a potom i kao športski djelatnik. Bio je predsjednik Stručnog savjeta Vaterpolo saveza Jugoslavije (1980. – 1982.). Od početaka osamostaljenja hrvatskoga športa uključio se aktivno u organizacijske i stručne strukture. Bio je član Vijeća Hrvatskog olimpijskog odbora (1991. – 1995.), predsjednik Kluba olimpijaca (1996. – 2000.) i predsjednik Stručne komisije Hrvatskog vaterpolo saveza (1992. – 1996.). 

## Nagrade i priznanja
Dobitnik je velikog broja društvenih i športskih nagrada i priznanja, između ostaloga i Ordena predsjednika Tita za športska dostignuća 1974. godine i Državne nagrade za šport Franjo Bučar za životno djelo 2001. 

## Obitelj
U braku je s Nevenkom, rođ. Subotičanec, nekadašnjom odbojkaškom reprezentativkom Jugoslavije i igračicom Mladosti. Njihova djeca Dubravko i Iva Šimenc također su vrhunski športaši i završili su Kineziološki fakultet. Sin Dubravko Šimenc (rođen u Zagrebu 1966.), jedan je od najboljih igrača u povijesti hrvatskog vaterpola i spada u najtrofejnije hrvatske športaše, a kći Iva bila je prvakinja u sinkroniziranom plivanju te i danas radi kao trenerica sinkroniziranog plivanja i izbornica je hrvatske reprezentacije.  Zlatko Šimenc, hrvatski vaterpolist, osvajač srebrne medalje na Olimpijskim igrama u Tokiju 1964. godine.

## Vanjske poveznice
- Zlatko Šimenc, HOO  Arhivirana inačica izvorne stranice od 12. ožujka 2021. (Wayback Machine)